# Pont-Péan
Pour les articles homonymes, voir Pont (toponyme).
Cet article possède un paronyme, voir Pont-Réan.
Pont-Péan est une commune française située dans le département d'Ille-et-Vilaine, en région Bretagne.
Elle a été créée le 1er janvier 1986 par détachement de la commune de Saint-Erblon.

## Géographie

### Situation
Située à 12 kilomètres au sud de Rennes, la commune de Pont-Péan s'étire de part et d'autre de l'ancienne route royale de Saint-Malo à Bordeaux, devenue route nationale 137 puis RD 837. Elle appartient au canton de Bruz et compte, en 2014, parmi les 43 communes de Rennes Métropole.
|        | Chartres-de-Bretagne | Noyal-Châtillon-sur-Seiche |

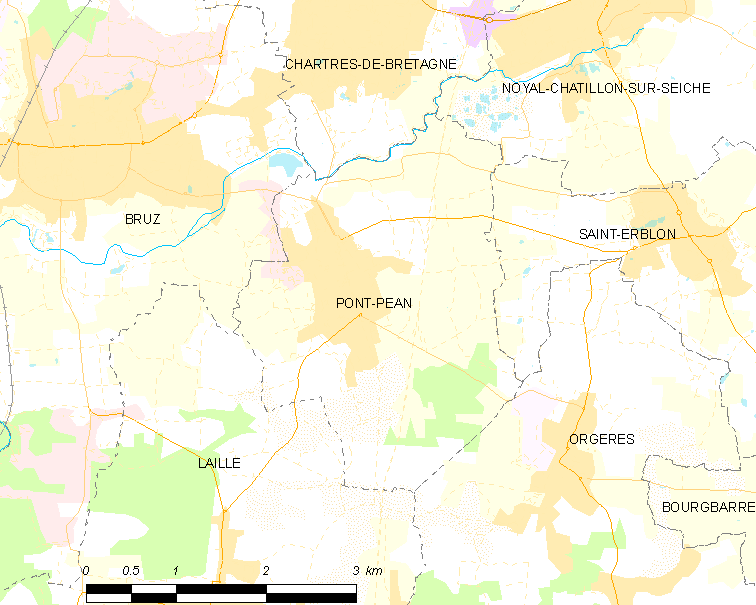
Carte de la commune de Pont-Péan.

| Bruz   | Pont-Péan            | Saint-Erblon               |
| Laillé |                      | Orgères                    |

### Occupation des sols
Pont-Péan a une superficie de 876 hectares, dont 95 hectares urbanisés et 241 hectares en surface agricole utile (SAU). La zone agricole s'étend essentiellement à l'est de la RD 837. L'activité qui s'y exerce est en déclin constant : en 2006, il n'existait plus que cinq exploitations, tournées vers la polyculture et l'élevage.
Une friche industrielle occupait le nord-ouest de la commune. Désormais, une ferme photovoltaïque y est installée.

### Relief
Le relief est peu marqué ; l'altitude varie de 17,5 m en bordure de la Seiche à 44 m à l'est près du lieu-dit Le Tellé. Du fait de cette absence de relief, la plaine alluviale de la Seiche constitue une vaste zone inondable au nord et au nord-est du bourg.

### Sous-sol
Le contexte géologique de Pont-Péan est complexe et se traduit par une grande diversité des milieux naturels. Au sud, des schistes rouges et durs culminent aux buttes de Caran, tandis qu'au nord des schistes briovériens, plus anciens, sont en partie recouverts de sédiments. Une grande partie du territoire communal présente des dépôts alluviaux peu perméables : des argiles, des sables et des calcaires formant une couche épaisse.
Une faille de 20 km de long, vraisemblablement apparue il y a 290 millions d'années, borde ce dépôt de sédiments à l'ouest. Elle s'est remplie d'un mélange de substances stériles et de substances métalliques. Serti dans la faille, le filon de Pontpéan a une puissance de 12 à 30 mètres. Il est presque vertical, plongeant vers l'est en formant avec l'horizontale un angle d'environ 80°. Il est à peu près orienté nord-sud magnétique et a été exploré sur environ 3 kilomètres. Il constitue le plus important filon plombo-zincifère du Massif armoricain et l'un des plus importants d'Europe. La minéralisation comprend principalement des minerais de :
- plomb (galène, PbS) ;
- zinc (blende, ZnS) ;
- fer (pyrite, FeS2).

Son exploitation a, par endroits, modifié la nature et la structure du sous-sol et provoqué quelques affaissements ou effondrements très localisés et ponctuels à l'aplomb de cavités souterraines superficielles. Elle est aussi à l'origine des fortes teneurs en métaux lourds constatées dans les sols de la friche industrielle, où étaient stockés les résidus du traitement des minerais. Une partie de ce secteur a été confinée.

### Hydrographie
Pour un article plus général, voir Réseau hydrographique d'Ille-et-Vilaine.
La commune est située dans le bassin hydrographique de la Seiche, au seinb du bassin Loire-Bretagne. Elle est drainée par la Seiche, le Tellé, le ruisseau de la Douettée et le ruisseau des Bignons,,.
La Seiche est une limite naturelle entre Pont-Péan et Chartres-de-Bretagne. D'une longueur de 97 km, elle prend sa source dans la commune du Pertre et se jette  dans la Vilaine à Bruz, après avoir traversé 24 communes. 

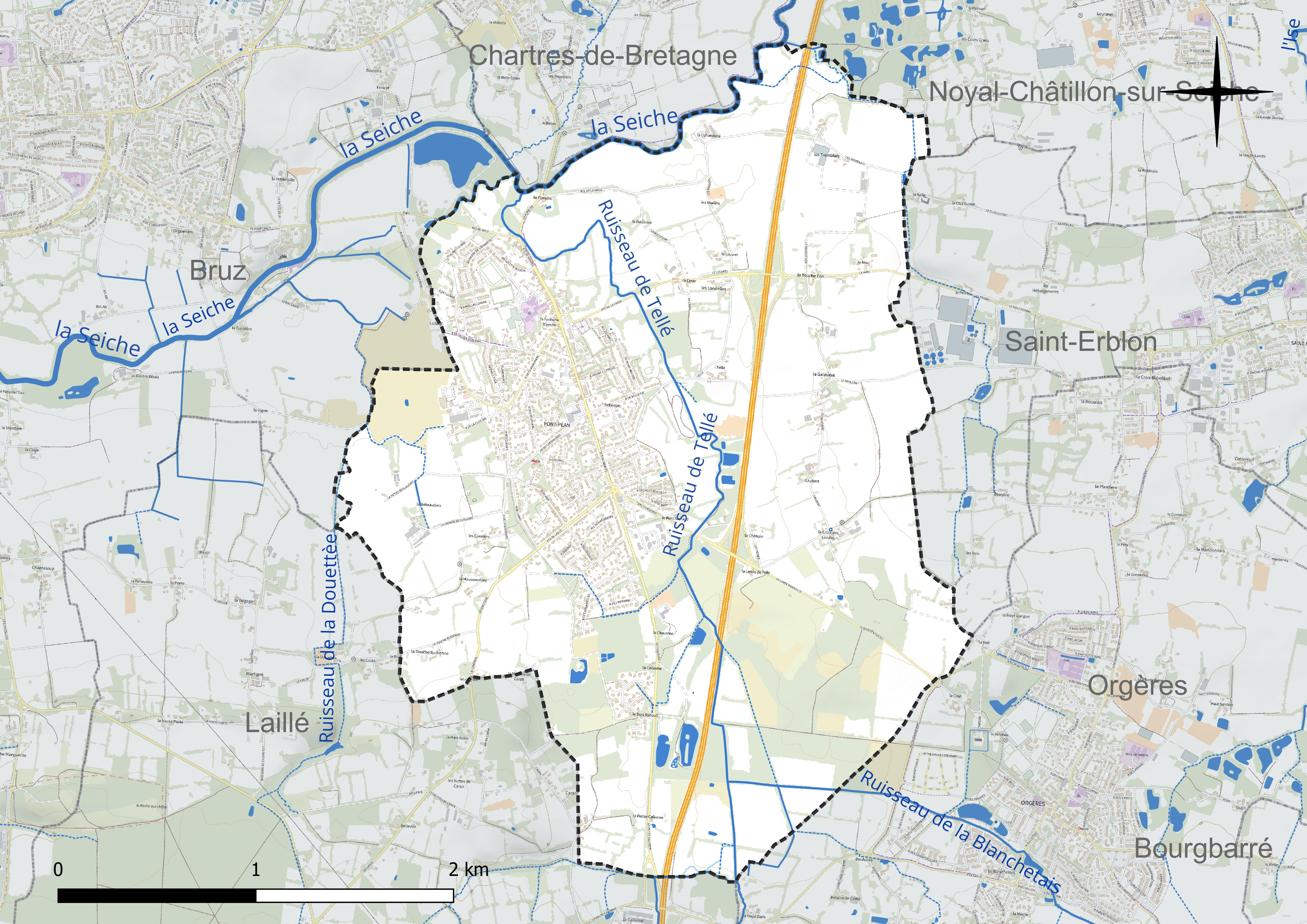
Réseau hydrographique de Pont-Péan.

#### Zone inondable et crues
Les étiages de la Seiche sont sévères et les crues assez fortes. Les premiers relevés des niveaux de crues à Pont-Péan datent de 1931, le zéro de l'échelle ayant été placé à l'altitude de 17,30 m.
| Date des crues                                             | mars 1937 | février 1957 | octobre 1966 | décembre 1982 | janvier 1995 | décembre 1999 | décembre 2000 | janvier 2001 |
| Hauteur d'eau, en mètres, par rapport au zéro de l'échelle | +2,39     | +2,15        | +2,62        | +2,35         | +2,75        | +2,60         | +2,30         | >+2,75       |
| ---------------------------------------------------------- | --------- | ------------ | ------------ | ------------- | ------------ | ------------- | ------------- | ------------ |

Des inondations affectent la commune par suite de ces crues à montée lente de la Seiche (en janvier 1995, les eaux sont montées à une moyenne de 8 à 9 cm/h), mais aussi de celles du Tellé, à montée plus rapide.

### Climat
Pour des articles plus généraux, voir Climat de la Bretagne et Climat d'Ille-et-Vilaine.
En 2010, le climat de la commune est de type climat océanique franc, selon une étude du CNRS s'appuyant sur une série de données couvrant la période 1971-2000. En 2020, Météo-France publie une typologie des climats de la France métropolitaine dans laquelle la commune est exposée à un climat océanique et est dans la région climatique  Bretagne orientale et méridionale, Pays nantais, Vendée, caractérisée par une faible pluviométrie en été et une bonne insolation. Parallèlement l'observatoire de l'environnement en Bretagne publie en 2020 un zonage climatique de la région Bretagne, s'appuyant sur des données de Météo-France de 2009. La commune est, selon ce zonage, dans la zone « Sud Est », avec des étés relativement chauds et ensoleillés.
Pour la période 1971-2000, la température annuelle moyenne est de 11,7 °C, avec une amplitude thermique annuelle de 12,7 °C. Le cumul annuel moyen de précipitations est de 742 mm, avec 11,7 jours de précipitations en janvier et 6,1 jours en juillet. Pour la période 1991-2020, la température moyenne annuelle observée sur la station météorologique la plus proche, située sur la commune de Saint-Jacques-de-la-Lande à 6 km à vol d'oiseau, est de 12,4 °C et le cumul annuel moyen de précipitations est de 691,0 mm,. Pour l'avenir, les paramètres climatiques de la commune estimés pour 2050 selon différents scénarios d'émission de gaz à effet de serre sont consultables sur un site dédié publié par Météo-France en novembre 2022.

### Transports
Desservie par la voie express Rennes - Nantes (N 137).
Desservie par les bus du réseau de service des transports en commun de l'agglomération rennaise (STAR) de Rennes Métropole via les lignes 72 et 79.

## Urbanisme

### Typologie
Au 1er janvier 2024, Pont-Péan est catégorisée ceinture urbaine, selon la nouvelle grille communale de densité à sept niveaux définie par l'Insee en 2022.
Elle appartient à l'unité urbaine de Rennes, une agglomération intra-départementale regroupant 16  communes, dont elle est une commune de la banlieue,,. Par ailleurs la commune fait partie de l'aire d'attraction de Rennes, dont elle est une commune de la couronne,. Cette aire, qui regroupe 183 communes, est catégorisée dans les aires de 700 000 habitants ou plus (hors Paris),.

### Occupation des sols
L'occupation des sols de la commune, telle qu'elle ressort de la base de données européenne d'occupation biophysique des sols Corine Land Cover (CLC), est marquée par l'importance des territoires agricoles (74,5 % en 2018), en diminution par rapport à 1990 (79,8 %). La répartition détaillée en 2018 est la suivante : 
terres arables (45,2 %), zones agricoles hétérogènes (23,9 %), zones urbanisées (16,5 %), forêts (7,7 %), prairies (5,4 %), zones industrielles ou commerciales et réseaux de communication (1,2 %). L'évolution de l'occupation des sols de la commune et de ses infrastructures peut être observée sur les différentes représentations cartographiques du territoire : la carte de Cassini (XVIIIe siècle), la carte d'état-major (1820-1866) et les cartes ou photos aériennes de l'IGN pour la période actuelle (1950 à aujourd'hui).

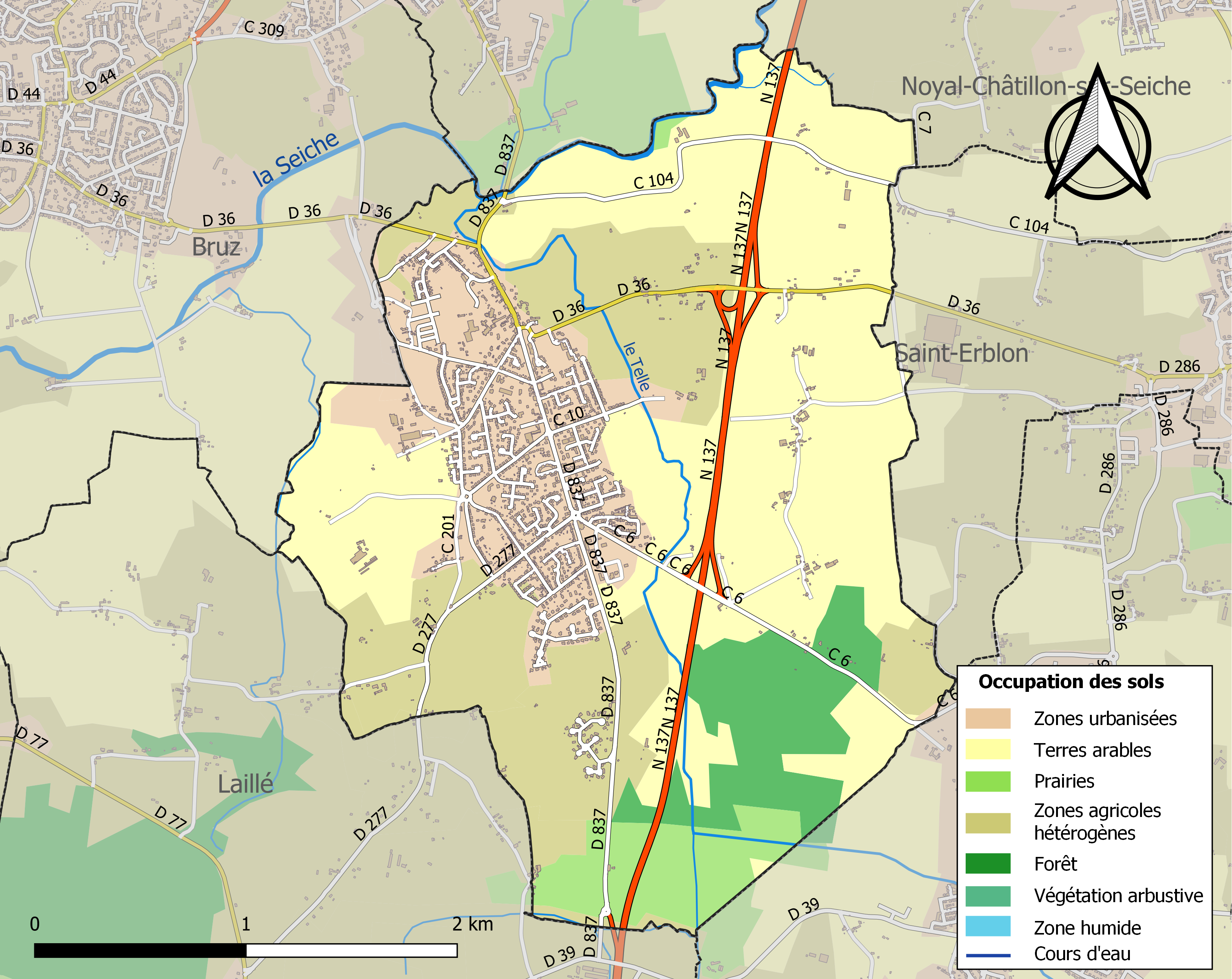
Carte des infrastructures et de l'occupation des sols de la commune en 2018 (CLC).

### Logement
Le tableau ci-dessous présente une comparaison de quelques indicateurs chiffrés du logement pour Pont-Péan et l'ensemble de l'Ille-et-Vilaine en 2017,.
|                                                                  | Pont-Péan | Ille-et-Vilaine |
| ---------------------------------------------------------------- | --------- | --------------- |
| Parc immobilier total (en nombre d'habitations)                  | 1 892     | 546 440         |
| Part des résidences principales (en %)                           | 93,1      | 86,2            |
| Part des résidences secondaires et logements occasionnels (en %) | 0,8       | 6,9             |
| Part des logements vacants (en %)                                | 6,1       | 6,9             |
| Part des ménages propriétaires de leur logement (en %)           | 72,0      | 59,8            |

### Morphologie urbaine
Pont-Péan dispose d'un plan local d'urbanisme intercommunal approuvé par délibération du conseil métropolitain du 19 décembre 2019. Il divise l'espace des 43 communes de Rennes Métropole en zones urbaines, agricoles ou naturelles.

## Toponymie
La plus ancienne forme écrite du nom du hameau est Pontpayen en 1427. On trouve ensuite Pontpéan, Pont-Péan, Le Pont Péan, Pompéan, Pontpéant, Pont-Péant, et Pont Péan (ce dernier sur la carte Cassini pré-Révolution, plans cadastraux de 1812 et 1843, et cartes IGN du XXe siècle).
Payen et sa variante péan étant deux noms dérivés du latin paganus « paysan », puis « païen », le toponyme Pont-Péan peut donc signifier « pont paysan » ou « pont construit ou possédé par un dénommé Péan ». Hervé Abalain donne une explication similaire : Pontpayen viendrait de paen, c'est-à-dire païen au sens ancien de « paysan », Paen étant aussi un anthroponyme. Mais l'hypothèse la plus probable est celle-ci : au haut Moyen Âge a existé un pagus Redonicus,un pagus, c'est-à-dire une subdivision administrative de l'évêché de Rennes. La toponymie a conservé sa trace dans des noms comme Pont-Réan (Pons Redonicus) et Pont-Péan (Pons Paganus, c'est-à-dire "Pont Payen", ce dernier situé à la limite de l'archidiaconé du Désert).
Un personnage nommé Paganus de Breuz (Payen de Bruz), membre d'une famille influente des environs, est cité par Amédée Guillotin de Corson comme vivant au début du XIVe siècle.
Selon l'association Galène, le nom de la commune aurait pour origine celui d'un "seigneur de Pontpéan", qui au cours du IXe siècle, aurait possédé des terres de part et d'autre de la Seiche. Bien que cette hypothèse ait séduit la municipalité, elle gagnerait à être étayée par l'indication de sources vérifiables.
En gallo, le nom est Pont-Pian prononcé [pɔ̃pjɑ̃]. La forme bretonne proposée par l'Office public de la langue bretonne est Pont-Pagan.

## Histoire

### Création de la commune
La commune a été créée par l'arrêté préfectoral en date du 4 juillet 1985, prenant effet le 1er janvier 1986, à partir du territoire de Saint-Erblon. Son nom étant inspiré du pont que devait payer les passants pour passer avec leurs marchandises. Ces derniers disaient : "Oh tiens, v'là le pont pean !"(Pont payant en patois). En effet ce pont a permis un développement économique et démographique importante à la ville grâce aux taxes imposées aux fermiers et marchands.

### Lande de Tellé
La lande de Tellé (anciennement Teslé) a remplacé une grande forêt qui occupait la partie sud des environs de Rennes. Elle a été le siège des premiers peuplements sur la commune. Les premières peuplades préhistoriques y avaient édifié deux tumulus et un menhir. De cette période, seule demeure la trace d'un tumulus, transformé en motte féodale au cours du IXe siècle.
Durant la Révolution, de nombreuses rencontres entre les chouans et les bleus ont eu lieu sur la lande de Tellé. Un violent combat s'est déroulé à Pont-Péan le 28 brumaire an VIII (19 novembre 1799) faisant plusieurs victimes, parmi lesquelles le chef des royalistes de Laillé.

### Mine de plomb argentifère

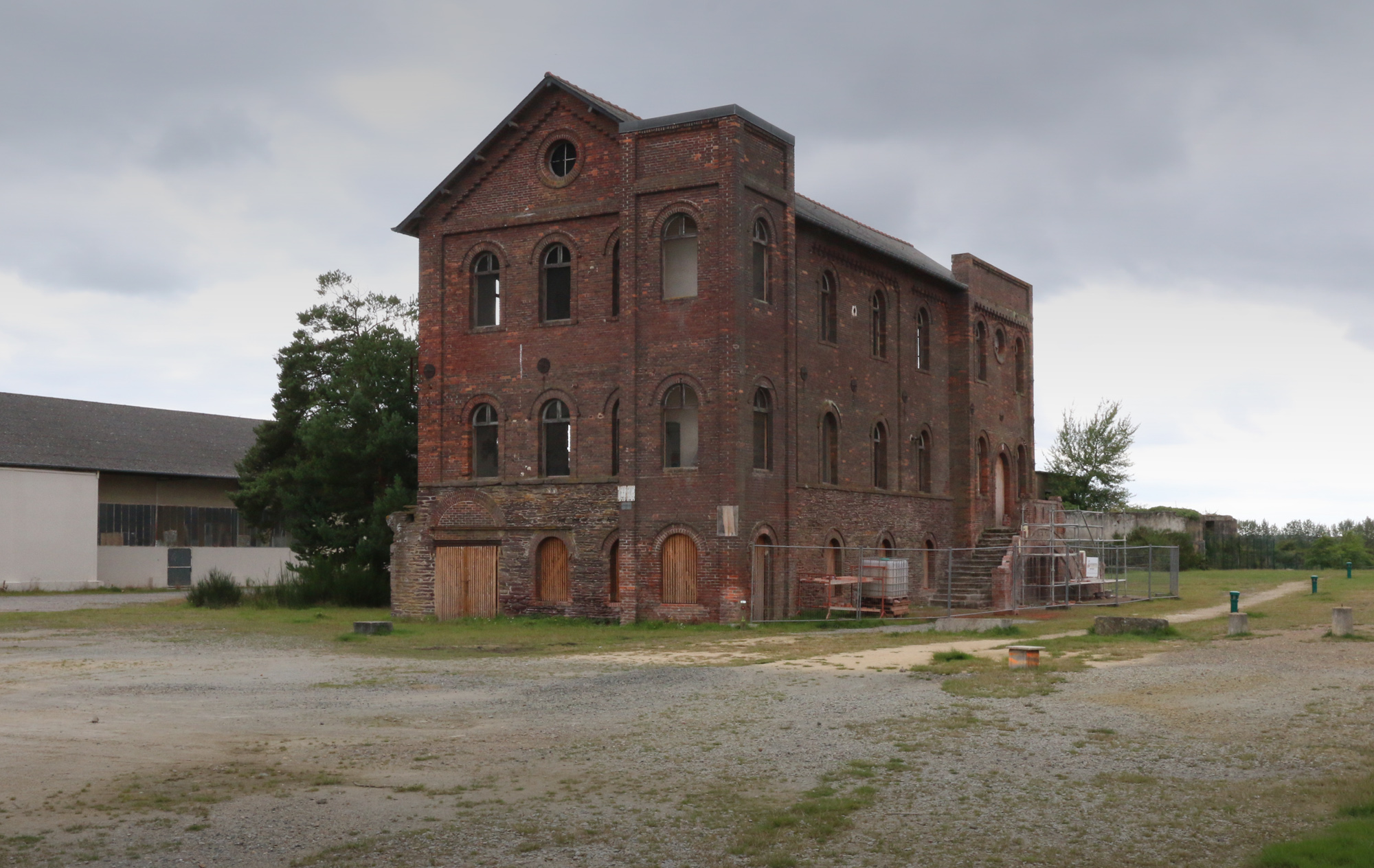
Bâtiment désaffecté des bureaux de l'ancienne mine.

Une mine de plomb argentifère (ou galène) fut exploitée à Pont-Péan de 1730 à 1797 et de 1844 à 1904. Elle fut concédée au riche négociant malouin Noël Danycan de l'Epine en 1730 qui fonde alors la Compagnie des Mines de Bretagne. Au XIXe siècle, elle constituait alors avec les mines de la région de Carhaix et de Saint-Brieuc, l'une des plus grosses entreprises de province, employant près de 1 000 personnes et pèse 80 % de la production française de plomb à la fin du XIXe siècle.
Entre 1730 et 1904, 155 000 tonnes de plomb, 30 000 tonnes de zinc et 232 tonnes d'argent sont extraites du site.
La fermeture subite de la mine en 1904 entraîna le licenciement immédiat du millier d'ouvriers qui y étaient employés, principalement des Bas-Bretons.

### LeXXesiècle

#### La Belle Époque
Une ligne de tramway des TIV (Transports d'Ille-et-Vilaine) allant de Rennes au Grand-Fougeray en passant par Chartres, Noyal-sur-Seiche, Pont-Péan, Orgères, Chanteloup, Le Sel, Saulnières, Pancé, Bain et La Dominelais fut construite à partir de 1909 ; mise en service en 1910, la ligne était longue de 64 km ; elle ferma en 1937 ; les tramways y circulaient à environ 25 km/h.

## Politique et administration

### Rattachements administratifs et électoraux

#### Circonscriptions de rattachement
Pont-Péan appartient à l'arrondissement de Rennes et au canton de Bruz depuis la création de la commune en 1986.
Pour l'élection des députés, la commune fait partie de la première circonscription d'Ille-et-Vilaine, représentée entre juin 2022 et juin 2024 par Frédéric Mathieu (LFI-NUPES). Avant cette date, elle appartenait à la 4e circonscription (Redon).
Depuis juillet 2024, à la suite des élections législatives de 2024, Marie Mesmeur est la députée de la circonscription.

#### Intercommunalité
La commune appartient à Rennes Métropole (anciennement Rennes District) depuis le 1er janvier 1986.
Pont-Péan fait aussi partie du Pays de Rennes.

#### Institutions judiciaires
Sur le plan des institutions judiciaires, la commune relève du tribunal judiciaire (qui a remplacé le tribunal d'instance et le tribunal de grande instance le 1er janvier 2020), du tribunal pour enfants, du conseil de prud'hommes, du tribunal de commerce, de la cour d'appel et du tribunal administratif de Rennes et de la cour administrative d'appel de Nantes.

### Administration municipale
Le nombre d'habitants au dernier recensement étant compris entre 3 500 et 4 999, le nombre de membres du conseil municipal est de 27.
Conseil municipal actuel
Les 27 sièges composant le conseil municipal ont été pourvus le 15 mars 2020 lors du premier tour de scrutin. Actuellement, il est réparti comme suit :

### Liste des maires
| Période      | Période      | Identité        | Étiquette | Qualité                                                               |
| ------------ | ------------ | --------------- | --------- | --------------------------------------------------------------------- |
| février 1986 | 23 juin 1995 | Pierre Récan    |           | Cadre commercial, maire honoraire Maire de Saint-Erblon (1983 → 1985) |
| 23 juin 1995 | 17 mars 2001 | Louis Gauffeny  | SE        | Retraité de la Gendarmerie                                            |
| 17 mars 2001 | 15 mars 2008 | André Gérard    | SE        | Agriculteur, maire honoraire Premier adjoint (1995 → 2001)            |
| 15 mars 2008 | 26 mai 2020  | Jean-Luc Gaudin | PS        | Cadre SNCF 6e vice-président de Rennes Métropole                      |
| 26 mai 2020  | En cours     | Michel Demolder | PCF       | Cadre dans l'économie sociale et solidaire                            |

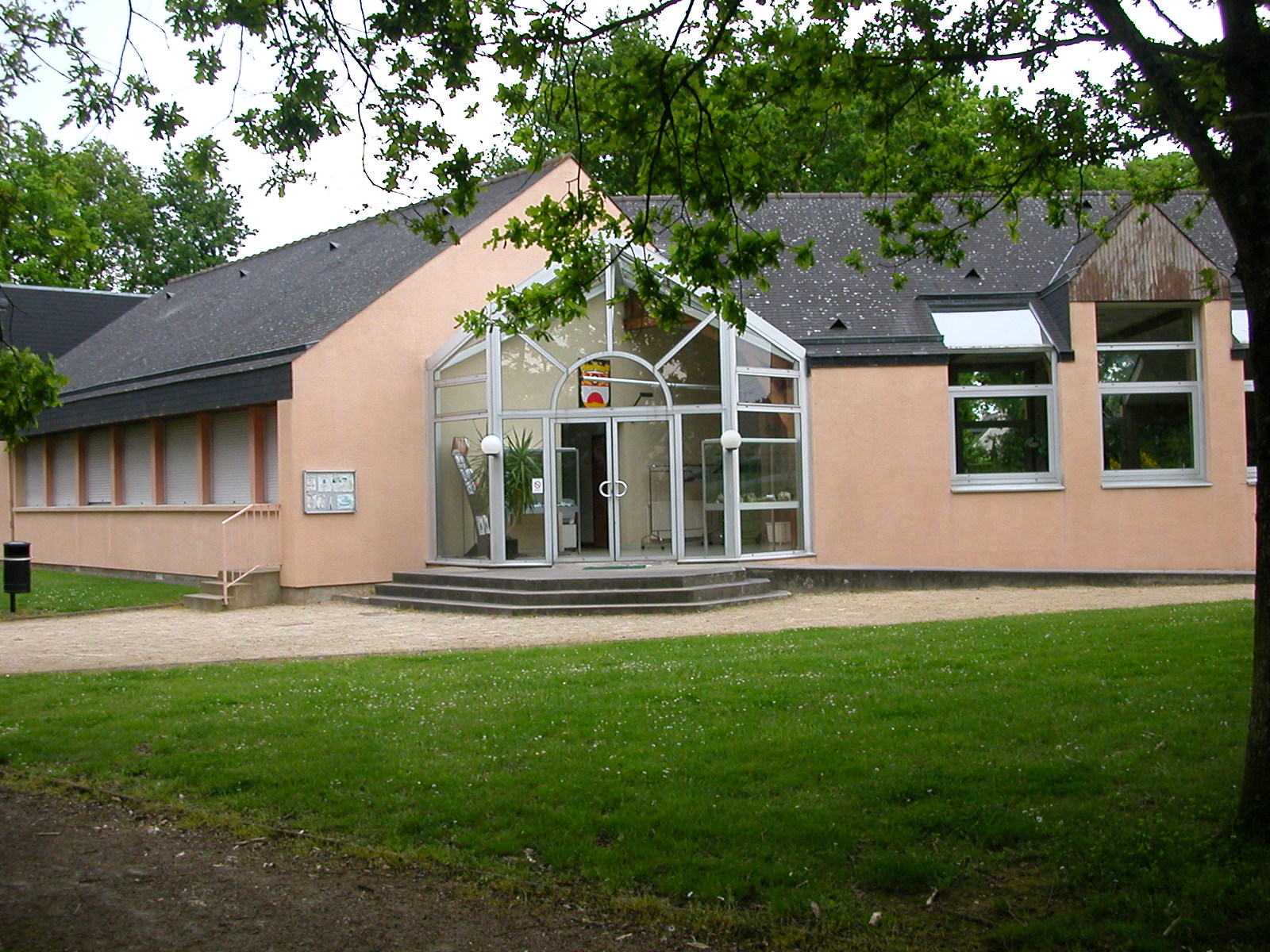
La mairie de Pont-Péan.

La mairie de Pont-Péan a créé un conseil municipal des jeunes (CMJ). Ces jeunes ont le moyen, par leur statut d'élus, de monter des projets, les réaliser, donner leurs avis, et se faire entendre du conseil municipal (des adultes). Ils sont appelés des élus, car ils sont élus par les jeunes de Pont-Péan, comme le conseil municipal. Après réélections en décembre 2007, on compte neuf élus, trois filles et six garçons.

### Jumelages
- Muine Bheag (Irlande) depuis 1999

Depuis 1999, Pont-Péan est jumelée avec Muine Bheag du comté de Carlow, au sud-est de l'Irlande.

## Population et société

### Démographie
L'évolution du nombre d'habitants est connue à travers les recensements de la population effectués dans la commune depuis 1968. Pour les communes de moins de 10 000 habitants, une enquête de recensement portant sur toute la population est réalisée tous les cinq ans, les populations de référence des années intermédiaires étant quant à elles estimées par interpolation ou extrapolation. Pour la commune, le premier recensement exhaustif entrant dans le cadre du nouveau dispositif a été réalisé en 2005.

En 2022, la commune comptait 4 289 habitants, en évolution de +1,51 % par rapport à 2016 (Ille-et-Vilaine : +5,46 %, France hors Mayotte : +2,11 %).
| 1968  | 1975  | 1982  | 1990  | 1999  | 2005  | 2006  | 2010  | 2015  |
| ----- | ----- | ----- | ----- | ----- | ----- | ----- | ----- | ----- |
| 1 355 | 1 287 | 1 565 | 2 011 | 3 213 | 3 512 | 3 635 | 3 697 | 4 128 |

| 2020  | 2022  | - | - | - | - | - | - | - |
| ----- | ----- | - | - | - | - | - | - | - |
| 4 389 | 4 289 | - | - | - | - | - | - | - |

### Enseignement
La commune de Pont-Péan est située dans l'académie de Rennes.
L'école maternelle et primaire publique Lucie-Aubrac

## Culture et patrimoine

### Lieux et monuments
La commune compte un seul monument historique : la mine de Pont-Péan. Le bâtiment des bureaux est inscrit depuis 1985,,. Des travaux ont débuté en 2024 pour transformer le bâtiment administratif en espace destiné aux activités culturelles.
On trouve également des monuments inventoriés. La base Glad possède 112 fiches documentaires dont l'église Saint Melaine (ancienne chapelle de la mine),.

### Personnalités liées à la commune
- Mickaël Pagis, ancien joueur de football professionnel, réside dans la commune.

### Héraldique
| Blason de Pont-Péan | Blason  | De gueules au pont d'une arche d'argent, maçonné de sable, sur des ondes d'or, sommé de deux lions léopardés affrontés du même, mouvant des flancs, tenant une roue dentée aussi de sable chargée d'une pièce de monnaie française de 1 franc au naturel. |
| Blason de Pont-Péan | Détails | Le statut officiel du blason reste à déterminer. |